# 中居謹蔵
中居 謹蔵（なかい きんぞう、1961年10月6日 - ）は、福島県出身の元プロ野球選手（投手）。右投右打。

## 来歴・人物
小高工業高では、1979年春季東北大会県予選準々決勝に進むが、学法石川高に敗退。
1979年のプロ野球ドラフト会議でロッテオリオンズから4位指名を受け入団。
1983年、初の一軍昇格。4月23日には、当初仁科時成が先発予定であったが、強行スケジュールでの移動のために首脳陣に先発回避を直訴。登板前日に中居に急遽先発が言い渡され、9回を1失点に抑える好投。初先発で初完投、プロ入り初勝利を挙げる。この勝利で先発陣に組み入れられるが、その後は7連敗。同年8月31日の対阪急戦に先発して好投。山沖之彦と互いに無失点で投げ合い、9回表に落合博満が3ランホームランを放ったが、勝利目前の9回裏に松永浩美に逆転サヨナラ満塁ホームランを浴びて敗戦投手になった。シーズン終盤の10月12日には阪急の山田久志に投げ勝ち、完投で2勝目。翌年以降の活躍が期待されたが、故障もあり実績を残せなかった。
1987年限りで26歳で引退。
プロ野球引退後は金田留広の紹介で、金田正一が経営していた中目黒にあったサウナ「サウナ34」に就職。サウナ34に客としてきていた青木功と知り合い、ゴルフ界に転向。青木功や渡辺司のキャディーとしてツアーに参加。
2011年には久保谷健一のキャディーをつとめている。現在は、TBSと契約を結び、ゴルフ中継のオンコースリポーターを務め、また若手選手のキャディーを行なっている。

## 詳細情報

### 年度別投手成績
| 年 度     | 球 団     | 登 板 | 先 発 | 完 投 | 完 封 | 無 四 球 | 勝 利 | 敗 戦 | セ 丨 ブ | ホ 丨 ル ド | 勝 率 | 打 者 | 投 球 回 | 被 安 打 | 被 本 塁 打 | 与 四 球 | 敬 遠 | 与 死 球 | 奪 三 振 | 暴 投 | ボ 丨 ク | 失 点 | 自 責 点 | 防 御 率 | W H I P |
| --------- | --------- | ----- | ----- | ----- | ----- | -------- | ----- | ----- | -------- | ----------- | ----- | ----- | -------- | -------- | ----------- | -------- | ----- | -------- | -------- | ----- | -------- | ----- | -------- | -------- | ------- |
| 1983      | ロッテ    | 25    | 14    | 3     | 0     | 0        | 2     | 7     | 0        | --          | .222  | 399   | 86.2     | 109      | 15          | 37       | 2     | 4        | 45       | 3     | 0        | 69    | 52       | 5.40     | 1.68    |
| 1985      | ロッテ    | 1     | 0     | 0     | 0     | 0        | 0     | 0     | 0        | --          | ----  | 6     | 1.0      | 3        | 0           | 1        | 0     | 0        | 0        | 0     | 0        | 2     | 2        | 18.00    | 4.00    |
| 通算：2年 | 通算：2年 | 26    | 14    | 3     | 0     | 0        | 2     | 7     | 0        | --          | .222  | 405   | 87.2     | 112      | 15          | 38       | 2     | 4        | 45       | 3     | 0        | 71    | 54       | 5.54     | 1.71    |

### 記録
- 初登板：1983年4月9日、対近鉄バファローズ1回戦（日生球場）、3回裏1死に2番手として救援登板、4回3失点（自責点2）
- 初奪三振：同上、3回裏に金村義明から
- 初先発・初完投・初勝利：1983年4月23日、対日本ハムファイターズ1回戦（宮城球場）、9回1失点

### 背番号
- 61 （1980年 - 1983年、1987年）
- 16 （1984年 - 1986年）